# Palintona

Palintona wird von zwei Soldaten mittels einer Seilwinde geladen

Die Palintona (von altgriechisch παλίντονος palíntonos, deutsch ‚[der Bogen], der sich spannen lässt‘, davon auch das ‚Steingeschütz‘) war ein griechisches und später von den Römern genutztes zweiarmiges Torsionsgeschütz.

## Beschreibung und Verwendung

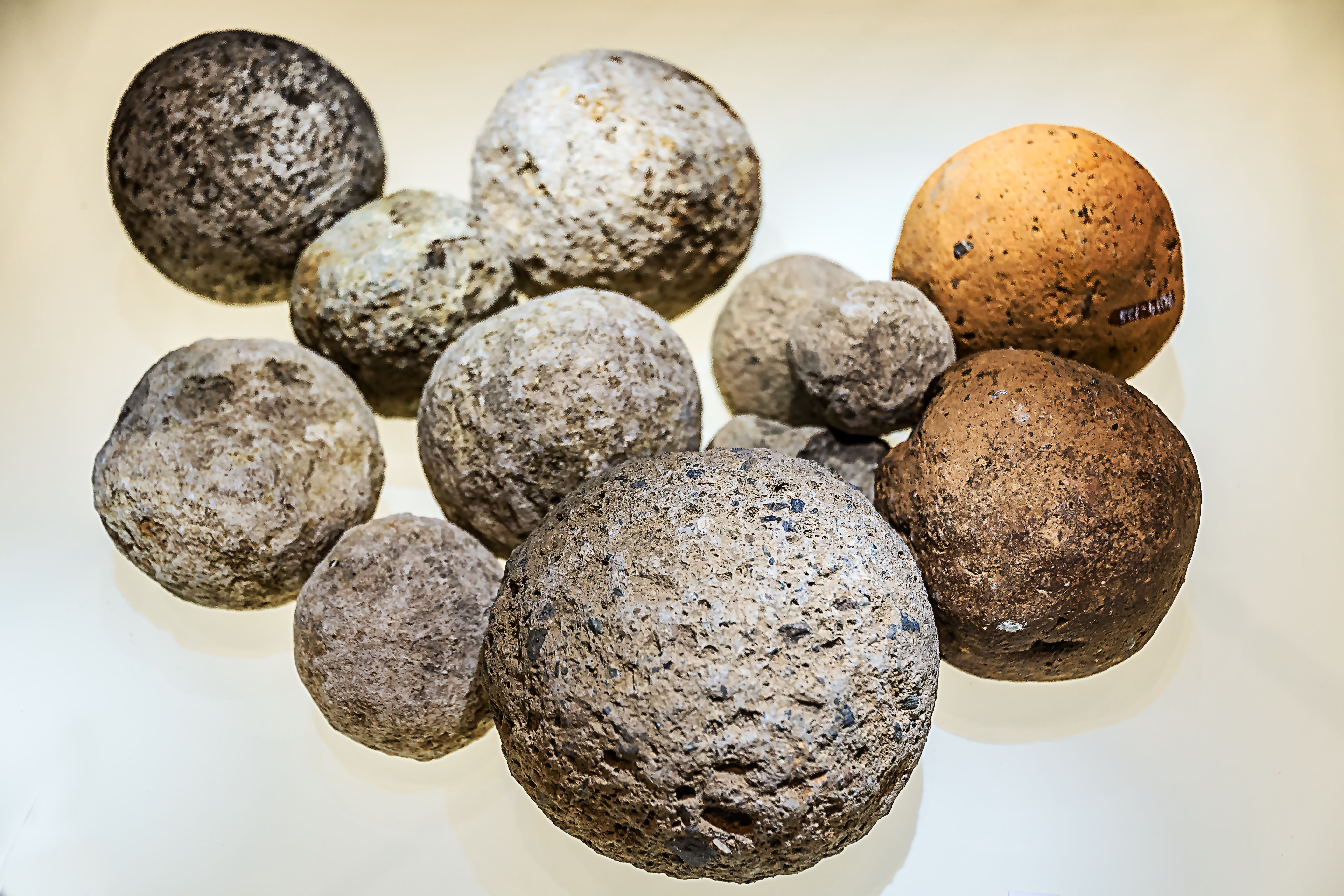
Stein- und gebrannte Tonkugeln, die als Geschosse verwendet wurden

Die Funktionsweise war gleich wie die einer Balliste, doch schleuderte sie nicht Pfeile oder Bolzen, sondern Steine. Als Geschosse dienten meist etwa 27 Kilogramm schwere Felsbrocken, es sind aber auch heiße Kohlen oder im Feuer erhitzte Tonkugeln geschleudert worden. Die Beschleunigung entsteht durch die Verdrehung zweier Seile oder Faserbündel (Spanische Winsch). Die Palintona war mehrere hundert Kilogramm schwer und kompliziert zu manövrieren, weswegen sie nur bei lang andauernden Belagerungen verwendet wurde. Als Bedienungsmannschaft waren für große Exemplare dieser Kriegsmaschinenart zwölf Soldaten vorgesehen. Die Palintona war eine Belagerungsmaschine, die, wie schon erwähnt, nicht nur gegen Mauern eingesetzt wurde, sondern auch die Häuser innerhalb einer Festung in Brand stecken sollte. Zum Spannen der Palintona verwendete man eine Seilwinde.

## Geschichte
Die Palintona wurde von den Griechen im 4. Jahrhundert v. Chr. als eines der ersten Torsionsgeschütze erfunden. Berühmt wurde sie (wie so oft) durch die Einführung dieser Waffe in der römischen Armee. Vor allem im Jüdischen Krieg wurde sie von Vespasians Streitkräften sehr erfolgreich gegen die Mauern der israelischen Städte eingesetzt. In der Spätantike verlor die Palintona an Bedeutung, da sie langsam und schwer zu manövrieren war.